# Temperamento igual

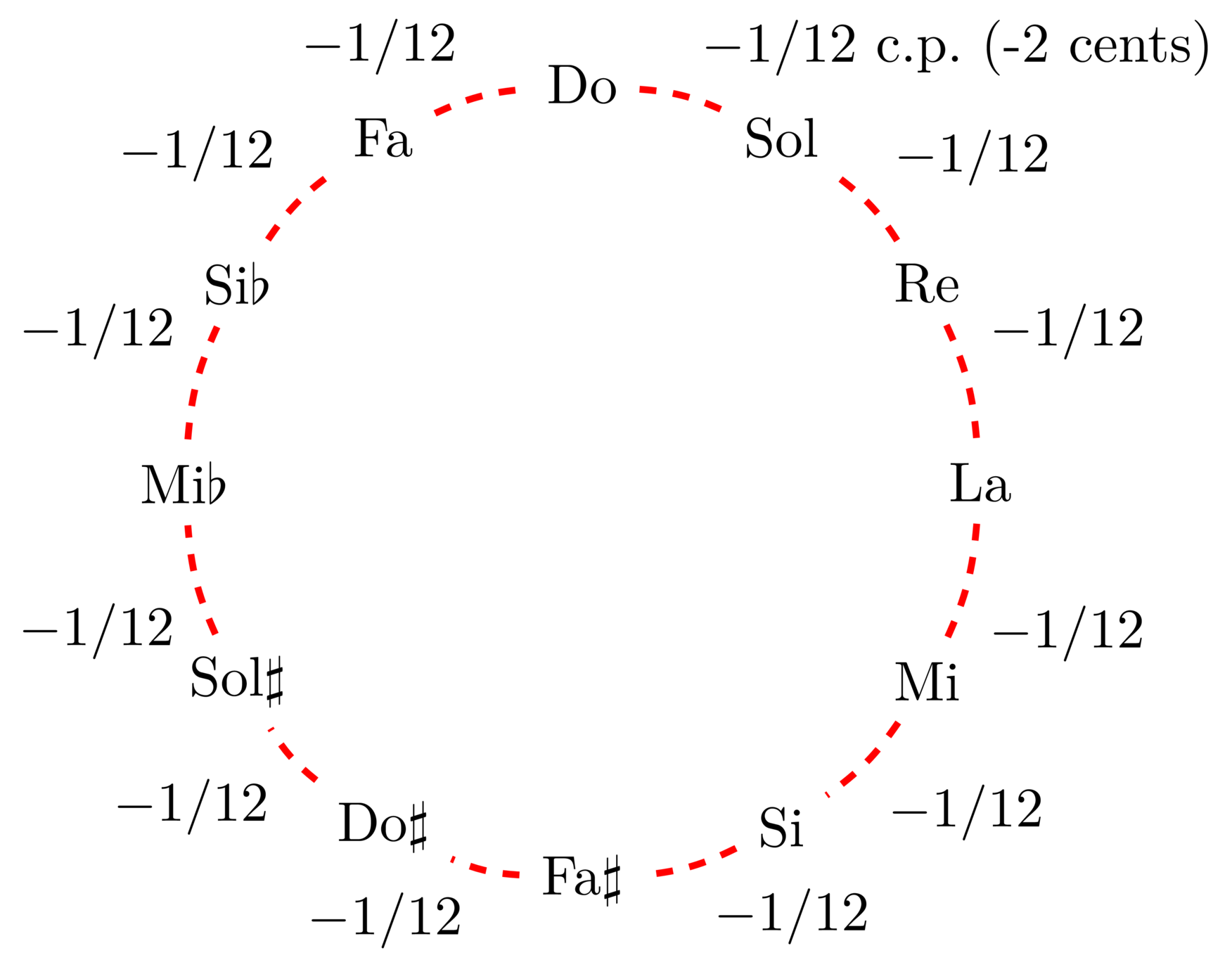
Círculo de quintas en el sistema de temperamento igual.

El temperamento igual es el sistema de afinación construido mediante la división de la octava en doce partes iguales llamadas semitonos temperados.
También se le conoce como sistema temperado o escala temperada. En inglés se llama TET (twelve-tone equal temperament: ‘temperamento igual de doce tonos’), 
Aunque existen otros sistemas con más y menos notas de igual temperamento por octava (por ejemplo el de 24 TET de la música árabe), el temperamento igual es el sistema de afinación más utilizado actualmente en la música occidental, y se basa en el «semitono temperado», igual a la doceava parte de la octava y de razón numérica igual a la raíz duodécima de dos, con una amplitud interválica de 100 cents.

## Función
El intervalo mínimo de medio tono es siempre igual entre una nota y su consecutiva en el temperamento igual, de modo que:
Fn+1 = Fn × 21/12
Por ejemplo, si la nota la4 tiene una frecuencia fundamental de 440 Hz, la nota siguiente (la#4) tendrá una frecuencia de:
Fla#4 = (440 Hz) × (21/12)
Fla#4 = 440 Hz × 1,059 463 094 359 300 000 
Fla#4 = 466,163 761 518 090 000 Hz

### Las doce notas temperadas igualmente
Si se comienza desde la nota la4 (que es la tecla blanca que se encuentra 5 teclas blancas a la derecha del do central del piano), la frecuencia (medida en hercios) de todas las 12 notas de una escala cromática sería:
- la4: 440,000 000 000 000 000 Hz
- la#4: 466,163 761 518 090 000 Hz
- si4: 493,883 301 256 124 000 Hz
- do4: 523,251 130 601 197 000 Hz
- do#4: 554,365 261 953 744 000 Hz
- re4: 587,329 535 834 815 000 Hz
- re#4: 622,253 967 444 162 000 Hz
- mi4: 659,255 113 825 740 000 Hz
- fa4: 698,456 462 866 008 000 Hz
- fa#4: 739,988 845 423 269 000 Hz
- sol4: 783,990 871 963 499 000 Hz
- sol#4: 830,609 395 159 891 000 Hz
- la5: 880,000 000 000 000 000 Hz.

## Propiedades
La propiedad más notable del temperamento igual es la igualdad de altura entre las notas enarmónicas, que se deriva de la utilización de un solo tipo de semitono. Así pues, en este sistema no existen comas, sino que el semitono temperado es el menor intervalo posible entre dos notas consecutivas. También existe un solo tipo de tono, semejante (4 cents menor) al tono pitagórico y al tono grande del sistema justo. El tono temperado es también 21,5 cents mayor que el tono menor del sistema justo.
Si se compara con otros sistemas de afinación anteriores, destaca su circularidad, producida por la falta de una quinta del lobo. Todas las tonalidades (mayores o menores) son transposiciones exactas del mismo modelo (mayor o menor, respectivamente) a distancias que son múltiplos enteros del semitono temperado, con lo que se elimina cualquier diferencia interválica entre las notas de una escala y las de su modelo (por ejemplo: do mayor), al cambiar de tonalidad. Esta propiedad se considera una gran virtud desde el punto de vista práctico, aunque puede verse como una pérdida de valor respecto a los sistemas que tienen distintos tipos de quinta, como el sistema justo, que tenían un color o carácter distinto dependiendo de la escala, después de fijar un origen para la afinación de las quintas.
Dado que las quintas del sistema temperado son 1 schisma (solo 2 cents) menores que las quintas puras o pitagóricas, se consideran las quintas temperadas como «buenas» desde la perspectiva de su consonancia, aunque no son completamente consonantes y poseen batidos producidos por la interferencia del tercer armónico con el segundo armónico de las respectivas notas, a una distancia de una schisma.
Respecto a las terceras mayores, en el sistema temperado tienen solo 4 schismas (aprox. 8 cents) menos que el ditono pitagórico. Son, por tanto, relativamente grandes y disonantes comparadas con la tercera mayor pura del sistema justo, de razón 5/4. De manera similar, las terceras menores son 3 schismas mayores que las pitagóricas, y son, por tanto, aún muy pequeñas comparadas con la tercera menor pura de 6/5.

## Origen
El sistema temperado puede verse como una evolución del sistema de Pitágoras, que posee una quinta del lobo menor que las demás quintas en una coma pitagórica, evolución producida en el momento en que esta coma se reparte entre las doce quintas del círculo de quintas. Al hacer este reparto en fracciones iguales, cada una de las quintas del círculo pitagórico resulta reducida en un doceavo de coma, un pequeño intervalo de 2 cents que recibe el nombre de schisma.

## Historia
Todo parece indicar que el temperamento igual fue usado por los constructores y los intérpretes de instrumentos con trastes desde principios del siglo XVI; algunos compositores de esa época evidentemente agradecieron las ventajas enarmónicas del sistema. Su aceptación entre los músicos de teclado fue más lenta, aunque el músico y compositor italiano del período barroco Girolamo Frescobaldi (1583-1643) dio su aprobación en la década de 1630 y su alumno Johann Jakob Froberger (1616-1667) adoptó el sistema en sus obras posteriores para teclado. La mayoría de los músicos barrocos para teclado prefirió alternativas como el temperamento mesotónico y otras afinaciones ligeramente irregulares. Un argumento en contra del temperamento igual fue que las terceras mayores sonaban demasiado altas y las menores demasiado bajas, aunque se reconocía que esta afinación amalgamaba más satisfactoriamente el sonido de un conjunto instrumental.
Los conocidos 48 preludios y fugas del compositor y músico alemán Johann Sebastian Bach, cuyo primer libro fue publicado con el título de El clave bien temperado (en alemán, Das wohltemperierte Klavier), no fueron concebidos con el temperamento igual (gleichstufige stimmung) en mente, pues Bach empleó el término wohl-temperierte (‘temperamento bueno’) para referirse a un sistema de afinación adaptable a las 24 tonalidades. En ese tiempo el temperamento igual no era el único sistema en uso que ofrecía esa ventaja, como por ejemplo el temperamento mesotónico.
El teórico musical alemán Friedrich Wilhelm Marpurg (1718-1795) expuso argumentos contundentes a favor del temperamento igual y como resultado de su influencia, el sistema terminó convirtiéndose en la afinación estándar para los instrumentos de teclado. 
En la década de 1840 la adoptó la empresa británica fabricante de pianos Broadwood, y una década después comenzó a utilizarla el organero (constructor de órganos) francés Aristide Cavaillé-Coll (1811-1899). En Alemania, los constructores de órganos contemporáneos siguieron los pasos de Cavaillé-Coll. En Inglaterra se adoptó pocos años después, tras la Gran Exposición de 1851.
El temperamento igual es la afinación estándar de la escala cromática occidental de 12 notas.